# Pøleå
Pøleå är ett cirka 19 km långt vattendrag på Själland i Danmark.  Det ligger i Region Hovedstaden, 40 km nordväst om Köpenhamn. Det rinner upp söder om Hillerød och mynnar ut i Arresø. 